# 尖尾蚊母树
尖尾蚊母树（学名：Distylium cuspidatum）为金缕梅科蚊母树属下的一个种。